# Kud'ma
La Kud'ma (in russo Кудьма?) è un fiume della Russia europea, tributario di destra del Volga. Scorre nei rajon Bogorodskij e Kstovskij dell'oblast' di Nižnij Novgorod.

## Descrizione
La sorgente del fiume si trova a sud-est del villaggio di Selitba. Il fiume scorre verso nord, poi verso nord-est ed est. Nel corso inferiore, a sud del villaggio di Kadnicy, si collega con un canale al Volga. La foce del Kud'ma si trova ad un'altitudine di 64 m sul livello del mare, a 2 182 km dalla foce del Volga, tra i villaggi di Kuvardino e Gološubicha. La sua lunghezza è di 144 km, il bacino idrografico di 3 320 km². La portata media a 54 km dalla foce è di 5,75  m³/s, la massima è di 236 m³/s, la minima è di 0,21 m³/s. Lungo il percorso passa a sud della città di Kstovo. Il maggior affluente, da sinistra, è l'Ozërka (lungo 74 km).